# Jules Gaillard (homme politique, 1847-1933)
Pour les articles homonymes, voir Jules Gaillard et Gaillard.
Jules Gaillard, né à Apt le 10 avril 1847 et mort à Courthézon le 30 septembre 1933, est un homme politique français.

## Biographie
Magistrat de formation, Jules Gaillard s'inscrit au barreau de Paris, en 1874. Il s'engage auprès du mouvement ouvrier et défend, par exemple, un des accusés de la grève de 1886 à Decazeville.
Après sa carrière politique, à partir 1894, il est nommé conseiller de préfecture à Lyon, poste qu'il occupe durant quelques années.
Après la démission d'Alphonse Gent, en 1882, Jules Gaillard est élu député de l'arrondissement d'Orange, face à Eugène Raspail. Il est réélu 2 fois, et siège avec la gauche radicale.

## Sources
- « Jules Gaillard (homme politique, 1847-1933) », dans Adolphe Robert et Gaston Cougny, Dictionnaire des parlementaires français, Edgar Bourloton, 1889-1891 [détail de l’édition]

## À voir aussi